# Bolla Bendegúz
Bolla Bendegúz Bence (Székesfehérvár, 1999. november 22. –) magyar válogatott labdarúgó, jelenleg az osztrák Rapid Wien játékosa.

## Pályafutása

### Klubcsapatokban
Pályafutását szülővárosában kezdte, a Főnix Goldtól került az MTK-hoz, majd tért vissza a Videoton csapatához, ahol 2017 júliusában írta alá első profi szerződését. Az év májusában rendezett kínai Panda utánpótlás-kupán gólkirályi címet szerzett. 2018 nyarán a székesfehérvári klub előbb a Siófoknak, majd 2019 januárjában a Zalaegerszegi TE csapatának adta kölcsön. A ZTE-vel bajnoki címet szerzett a 2018-2019-es szezonban a másodosztályban, majd kölcsönszerződését a csapat meghosszabbította a következő idény végéig.
Az élvonalban is meghatározó tagja volt az újonc együttesnek, teljesítményét egy alkalommal a zalaiak találkozóját megtekintő lengyel szakíró Jaroslaw Gamba, a Prezglad Sportowy című szaklap újságírója is kiemelte, az NB I legjobb utánpótláskorú játékosának nevezve Bollát. Az élvonalban 27 találkozón kapott lehetőséget, majd kölcsönszerződése lejárta után visszatért a MOL Fehérvárhoz. A szezon legjobbjait értékelő hagyományos RangAdó díjátadó gálán őt választották a szezon felfedezettjének.
Alapember lett a székesfehérvári csapatban, amelynek színeiben a 2020-2021-es szezon első felében 16 bajnoki mérkőzésen lépett pályára. 2021 februárjában meghosszabbította szerződését a klubbal. Ugyancsak az ebben a hónapban rendezett Vasas elleni Magyar Kupa-mérkőzésen súlyosnak tűnő sérülést szenvedett, azonban végül nem kellett hosszabb időt kihagynia. Március végén az olasz calciomercato.com internetes szakportál arról írt, hogy Bolla játékát olasz csapatok kísérik figyelemmel.

#### Wolverhampton Wanderers
2021 júliusában az angol Premier League-ben szereplő Wolverhampton igazolta le, majd adta kölcsön egyből a svájci élvonalban szereplő Grasshoppernek. Angol sajtóértesülések szerint a Wolverhampton 800 ezer fontot, mintegy 335 millió forintot fizetett Bolláért a Fehérvárnak.

#### Grasshoppers
Július 25-én, a Basel elleni bajnokin mutatkozott be a zürichi csapatban, kezdőként kapott szerepet a 71. percben Nikola Gjorgjev váltotta. Július 31-én, a Young Boys elleni 0-0-s bajnokin először kapott helyet a kezdőcsapatban. Szeptember 26-án, a Sion ellen hazai pályán 3–1-re megnyert bajnokin megszerezte első gólját a svájci élvonalban. Október 2-án kilencedik bajnokiján megszerezte második gólját is, a Grasshoppers pedig 5–2-re legyőzte a St. Gallent.
2022. június 27-én jelentették be, hogy további egy évvel meghosszabbítják a kölcsönszerződését. 2022 októberében a bajnokságban egy héten belül két szépségdíjas gólt lőtt.

#### Servette
2023. augusztus 29-én újra kölcsönadta őt a Wolverhampton, ezúttal az előző szezonban a svájci bajnokság 2. helyén záró, és Európa-liga induló Servette csappatának, amely vételi opciót is szerzett Bolla játékjogára.

#### SK Rapid Wien
Az osztrák élvonalbeli klub 2024. június 7-én jelentette be a leigazolását.

### A válogatottban
Többszörös utánpótlás-válogatott. Marco Rossi 2020 szeptemberében a török és az orosz válogatott elleni Nemzetek Ligája-mérkőzésekre hívta meg először a felnőtt válogatott keretébe.
2021 márciusában Gera Zoltán szövetségi edző nevezte őt a 2021-es U21-es labdarúgó-Európa-bajnokságon szereplő magyar válogatott keretébe. A tornán ő volt a magyar csapat kapitánya, a hollandok ellen 6–1-re elveszített csoportmérkőzésen büntetőből ő szerezte a magyarok gólját.
2021. június 1-jén Marco Rossi szövetségi kapitány nevezte őt a magyar válogatott Európa-bajnokságra készülő 26 fős keretébe. 2021. június 4-én, a ciprusiak ellen 1–0-ra megnyert felkészülési mérkőzésen mutatkozott be a válogatottban. A kontinenstornán nem lépett pályára.

## Statisztika

### Klubcsapatokban
2025. augusztus 17-i állapot szerint.
| Klub                          | Szezon         | Bajnokság          | Bajnokság | Bajnokság | Kupa  | Kupa  | Nemzetközi | Nemzetközi | Egyéb | Egyéb | Összesen | Összesen |
| Klub                          | Szezon         | Liga               | Mérk.     | Gólok     | Mérk. | Gólok | Mérk.      | Gólok      | Mérk. | Gólok | Mérk.    | Gólok    |
| ----------------------------- | -------------- | ------------------ | --------- | --------- | ----- | ----- | ---------- | ---------- | ----- | ----- | -------- | -------- |
| Videoton                      | 2017–18        | NB I               | 1         | 0         | 1     | 0     | —          | —          | —     | —     | 2        | 0        |
| Videoton                      | 2020–21        | NB I               | 27        | 0         | 7     | 1     | 3          | 0          | —     | —     | 37       | 1        |
| Videoton                      | 2021–22        | NB I               | —         | —         | —     | —     | 1          | 0          | —     | —     | 1        | 0        |
| Videoton                      | Összesen       | Összesen           | 28        | 0         | 8     | 1     | 4          | 0          | —     | —     | 40       | 1        |
| BFC Siófok (kölcsönben)       | 2018–19        | NB II              | 18        | 3         | 1     | 0     | —          | —          | —     | —     | 19       | 3        |
| BFC Siófok (kölcsönben)       | Összesen       | Összesen           | 18        | 3         | 1     | 0     | —          | —          | —     | —     | 19       | 3        |
| Zalaegerszegi TE (kölcsönben) | 2018–19        | NB II              | 17        | 0         | —     | —     | —          | —          | —     | —     | 17       | 0        |
| Zalaegerszegi TE (kölcsönben) | 2019–20        | NB I               | 27        | 1         | 2     | 0     | —          | —          | —     | —     | 29       | 1        |
| Zalaegerszegi TE (kölcsönben) | Összesen       | Összesen           | 44        | 1         | 2     | 0     | —          | —          | —     | —     | 46       | 1        |
| Grasshopper (kölcsönben)      | 2021–22        | Super League       | 30        | 4         | 1     | 0     | —          | —          | —     | —     | 31       | 4        |
| Grasshopper (kölcsönben)      | 2022–23        | Super League       | 33        | 2         | 2     | 0     | —          | —          | —     | —     | 35       | 2        |
| Grasshopper (kölcsönben)      | Összesen       | Összesen           | 63        | 6         | 3     | 0     | —          | —          | —     | —     | 66       | 6        |
| Servette (kölcsönben)         | 2023–24        | Super League       | 30        | 5         | 4     | 0     | 10         | 0          | —     | —     | 44       | 5        |
| Servette (kölcsönben)         | Összesen       | Összesen           | 30        | 5         | 4     | 0     | 10         | 0          | —     | —     | 44       | 5        |
| Rapid Wien                    | 2024–25        | Osztrák Bundesliga | 32        | 2         | 1     | 0     | 13         | 1          | —     | —     | 46       | 3        |
| Rapid Wien                    | 2025–26        | Osztrák Bundesliga | 3         | 0         | 1     | 1     | 4          | 0          | —     | —     | 8        | 1        |
| Rapid Wien                    | Összesen       | Összesen           | 35        | 2         | 2     | 1     | 17         | 1          | —     | —     | 54       | 4        |
| Teljes karrier                | Teljes karrier | Teljes karrier     | 218       | 17        | 20    | 2     | 31         | 1          | —     | —     | 269      | 20       |

### A válogatottban
| Magyarország | Magyarország | Magyarország |
| Év           | Mérk.        | Gólok        |
| ------------ | ------------ | ------------ |
| 2021         | 4            | 0            |
| 2022         | 4            | 0            |
| 2023         | 6            | 0            |
| 2024         | 10           | 0            |
| 2025         | 4            | 0            |
| Összesen     | 28           | 0            |

### Mérkőzései a válogatottban
| Magyarország | Magyarország         | Magyarország                            | Magyarország        | Magyarország | Magyarország        | Magyarország    | Magyarország | Magyarország    |
| #            | Dátum                | Helyszín                                | Hazai               | Eredmény     | Vendég              | Kiírás          | Gólok        | Esemény         |
| ------------ | -------------------- | --------------------------------------- | ------------------- | ------------ | ------------------- | --------------- | ------------ | --------------- |
| 1.           | 2021. június 4.      | Budapest, Szusza Ferenc Stadion         | Magyarország        | 1 – 0        | Ciprus              | barátságos      | -            | 60'             |
| 2.           | 2021. június 8.      | Budapest, Szusza Ferenc Stadion         | Magyarország        | 0 – 0        | Írország            | barátságos      | -            | a szünetben     |
| 3.           | 2021. szeptember 2.  | Budapest, Puskás Aréna                  | Magyarország        | 0 – 4        | Anglia              | vb-selejtező    | -            | 70'             |
| 4.           | 2021. október 12.    | London, Wembley Stadion                 | Anglia              | 1 – 1        | Magyarország        | vb-selejtező    | -            | 90+2'           |
| 5.           | 2022. március 24.    | Budapest, Puskás Aréna                  | Magyarország        | 0 – 1        | Szerbia             | barátságos      | -            | 59'             |
| 6.           | 2022. március 29.    | Belfast, Windsor Park                   | Észak-Írország      | 0 – 1        | Magyarország        | barátságos      | -            | 82'             |
| 7.           | 2022. június 7.      | Cesena, Dino Manuzzi Stadion            | Olaszország         | 2 – 1        | Magyarország        | Nemzetek Ligája | -            | 81'             |
| 8.           | 2022. szeptember 26. | Budapest, Puskás Aréna                  | Magyarország        | 0 – 2        | Olaszország         | Nemzetek Ligája | -            | 75'             |
| 9.           | 2023. március 23.    | Budapest, Puskás Aréna                  | Magyarország        | 1 – 0        | Észtország          | barátságos      | -            | 84'             |
| 10.          | 2023. március 27.    | Budapest, Puskás Aréna                  | Magyarország        | 3 – 0        | Bulgária            | Eb-selejtező    | -            | 86'             |
| 11.          | 2023. június 17.     | Podgorica, Városi stadion               | Montenegró          | 0 – 0        | Magyarország        | Eb-selejtező    | -            | 88'             |
| 12.          | 2023. október 14.    | Budapest, Puskás Aréna                  | Magyarország        | 2 – 1        | Szerbia             | Eb-selejtező    | -            | 62'             |
| 13.          | 2023. október 17.    | Kaunas, S. Darius és S. Girėnas Stadion | Litvánia            | 2 – 2        | Magyarország        | Eb-selejtező    | -            | 90+2'           |
| 14.          | 2023. november 19.   | Budapest, Puskás Aréna                  | Magyarország        | 3 – 1        | Montenegró          | Eb-selejtező    | -            | szünetben       |
| 15.          | 2024. március 22.    | Budapest, Puskás Aréna                  | Magyarország        | 1 – 0        | Törökország         | barátságos      | -            | szünetben       |
| 16.          | 2024. március 26.    | Budapest, Puskás Aréna                  | Magyarország        | 2 – 0        | Koszovó             | barátságos      | -            | 68'             |
| 17.          | 2024. június 8.      | Debrecen, Nagyerdei stadion             | Magyarország        | 3 – 0        | Izrael              | barátságos      | -            |                 |
| 18.          | 2024. június 15.     | Köln, RheinEnergieStadion (GER)         | Magyarország        | 1 – 3        | Svájc               | Eb-csoportkör   | -            | a szünetben 88' |
| 19.          | 2024. június 19.     | Stuttgart, MHPArena                     | Németország         | 2 – 0        | Magyarország        | Eb-csoportkör   | -            | 75'             |
| 20.          | 2024. június 23.     | Stuttgart, MHPArena (GER)               | Skócia              | 0 – 1        | Magyarország        | Eb-csoportkör   | -            | 86'             |
| 21.          | 2024. szeptember 7.  | Düsseldorf, Merkur Spiel-Arena          | Németország         | 5 – 0        | Magyarország        | Nemzetek Ligája | -            | a szünetben     |
| 22.          | 2024. szeptember 10. | Budapest, Puskás Aréna                  | Magyarország        | 0 – 0        | Bosznia-Hercegovina | Nemzetek Ligája | -            | 75'             |
| 23.          | 2024. október 11.    | Budapest, Puskás Aréna                  | Magyarország        | 1 – 1        | Hollandia           | Nemzetek Ligája | -            | 89'             |
| 24.          | 2024. október 14.    | Zenica, Bilino Polje Stadion            | Bosznia-Hercegovina | 0 – 2        | Magyarország        | Nemzetek Ligája | -            | 68'             |
| 25.          | 2025. március 20.    | Isztambul, Rams Park                    | Törökország         | 3 – 1        | Magyarország        | Nemzetek Ligája | -            | 90+2'           |
| 26.          | 2025. március 23.    | Budapest, Puskás Aréna                  | Magyarország        | 0 – 3        | Törökország         | Nemzetek Ligája | -            |                 |
| 27.          | 2025. június 6.      | Budapest, Puskás Aréna                  | Magyarország        | 0 – 2        | Svédország          | barátságos      | -            | 71'             |
| 28.          | 2025. június 10.     | Baku, Dalğa Arena                       | Azerbajdzsán        | 1 – 2        | Magyarország        | barátságos      | -            | 58'             |
|              | Összesen             |                                         |                     | 28           | mérkőzés            |                 | 0            | gól             |

## Sikerei, díjai

### Klubcsapatokkal
MOL Fehérvár
- Magyar bajnok (1): 2017–18
- Magyar bajnoki bronzérmes (1): 2020–21

 Servette
- Svájci kupagyőztes (1): 2023-24[27]

### Egyéni
- Az év felfedezettje díj a RangAdó díjátadó gálán (2020)[28]